# Dendrolagus notatus
Dendrolagus notatus és una espècie de diprotodont de la família dels macropòdids. És endèmic de Papua Nova Guinea, on viu a altituds d'entre 900 i 3.100 msnm. El seu hàbitat natural són els boscos primaris tropicals montans amb molsa. Està amenaçat per la caça intensiva, l'expansió dels camps de conreu i la tala d'arbres. El seu nom específic, notatus, significa ‘tacat’ en llatí.